# Kilma
Kilma est une localité située dans le département de Bouroum de la province du Namentenga dans la région Centre-Nord au Burkina Faso. 

## Géographie
Kilma se trouve à 8 km au nord-ouest de Koulhoko, à 9 km au sud-ouest de Bouroum, le chef-lieu du département, et à environ 45 km au nord-ouest de Tougouri.

## Économie
L'économie de Kilma est essentiellement agro-pastorale.

## Éducation et santé
Le centre de soins le plus proche de Kilma est le centre de santé et de promotion sociale (CSPS) de Koulhoko tandis que le centre médical (CM) de la province se trouve à Tougouri.